# IC 3367
IC 3367 је галаксија у сазвјежђу Береникина коса која се налази на листи објеката дубоког неба у Индекс каталогу.
Деклинација објекта је + 26° 57' 28" а ректасцензија 12h 27m 10,0s. Привидна величина (магнитуда) објекта IC 3367 износи 14,6 а фотографска магнитуда 15,6. IC 3367 је још познат и под ознакама CGCG 158-109, NPM1G +27.0364, PGC 40812.